# Armoriale dei comuni della Carelia Meridionale
Questa pagina contiene le armi (stemma e blasonatura) dei comuni finlandesi appartenenti alla regione della Carelia meridionale.
|  | Carelia meridionale di rosso, a due destrocheri affrontati d'argento, quello a destra, corazzato, con la gomitiera d'oro, tenente una spada abbassata d'argento, difesa d'oro, posta in sbarra, quello a sinistra coperto da una cotta di maglia d'argento, tenente una scimitarra dello stesso, difesa d'oro, posta in banda; alla campagna di nero, con una fascia ondata d'argento sulla partizione |

## Comuni e città attuali
| Stemma | Nome del comune e blasonatura |
| ------ | --- |
|        | Imatra Punaisessa kentässä kolme pystyasentoon asetettua kahtaalle suuntautuvaa yksipolvekkeista nuolenmuotoista kultakärkistä hopeasalamaa. (di rosso, a tre fulmini, a un meandro, d'argento terminanti con punte di freccia d'oro, posti in palo e ordinati in fascia) |
|        | Lappeenranta Hopeakentässä luonnonvärinen metsäläinen, pidellen maahan laskettu nuijaa, seisomassa vihreällä maalla. Otsan ja vyötäisten ympärillä vihreä seppele. (d'argento, alla campagna di verde, all'uomo delle foreste di carnagione tenente con la mano destra una clava al naturale poggiata a terra, con una ghirlanda intorno alla fronte ed una alla vita, entrambe di verde) |
|        | Lemi Kilpi aaltokoroisesti vastalohkoinen, punahopeinen; punaisessa kentässä hopeinen, kultaemiöinen perunankukka. (tagliato ondato di rosso, al fiore di patata d'argento bottonato d'oro, e d'argento) |
|        | Luumäki Kultakentässä honka, jonka rungon oikealla puolella punavaruksinen karjunpää, vasemmalla puolella viisisakarainen vallitus; kaikki mustaa (d'oro, al pino sradicato di nero accostato a destra da una testa strappata di cinghiale dello stesso, lampassata e difesa di rosso, e a sinistra da una fortificazione con cinque bastioni pure di nero)                               |
|        | Parikkala Hopeisella kilvellä musta linnakekoroinen vastapieli ja kolme punaista pykäläristiä paaluttain (d'argento, a tre croci di otto punte di rosso ordinate in palo, sinistrato di nero da una linea di partizione di fortezza) |
|        | Rautjärvi Sinisessä kentässä hopeinen raudanmerkki, jonka yläpuolella hopeainen, kuusikoroinen lakio (d'azzurro, al simbolo del ferro d'argento; col capo dello stesso delimitato da una linea di partizione ad abeti) |
|        | Ruokolahti Sinisessä kentässä aaltokoroinen tyviö, josta nousee kolme järviruokoa; kaikki hopeaa. (d'azzurro, alla campagna ondata d'argento, da cui nascono tre canne di palude dello stesso) |
|        | Savitaipale Mustassa kentässä sorkka-aura ja sen yläpuolella vallikoroinen lakio, kaikki kultaa. (di nero, all'aratro ricurvo d'oro, al capo delimitato da una linea di fortezza dello stesso) |
|        | Suomenniemi Hopeakentässä oikealle suunnatussa sinisessä kärjessä kultainen käki. (d'azzurro, al cuculo d'oro, abbracciato a sinistra d'argento) |
|        | Taipalsaari Punaisessa kentässä aaltokoroisen tyviön yläpuolella tervahöyry; kaikki hopeaa. (di rosso, alla barca a vapore d'argento, alla campagna ondata dello stesso) |
|        | Ylämaa Vihreässä kentässä havukoroinen hopealakio (di verde, al capo d'argento delimitato da una linea di partizione a ramo d'abete) |

## Municipalità disciolte e vecchie blasonature
| Stemma | Nome del comune e blasonatura |
| ------ | --- |
|        | Joutseno Punaisessa kentässä hopeinen kultavaruksinen joutsen siivet koholla uimassa hopeisella, aaltokoroisella tyviöllä, jossa musta aaltokoroinen hirsi. (di rosso, al cigno d'argento, imbeccato d'oro, con le ali spiegate, nuotante su un mare ondato d'argento, movente dalla punta, caricato da una fascia ondata di nero)                                                                                |
|        | Lappee Puna-mustahalkoisessa kilvessä oikealle katsova P. Laurentius pitäen oikeassa kädessään kohotettuna halstaria ja vasemmassa kultarahoja; kaikki muu hopeaa. (partito di rosso e di nero, al San Lorenzo martire attraversante sulla partizione, nascente dalla punta, rivolto a destra, diademato, e tenente nella mano destra una graticola, il tutto d'argento, e con delle monete d'oro nella sinistra) |
|        | Lauritsala Hopeakilvessä punainen varppivene. (d'argento, alla "warping boat" di rosso) |
|        | Nuijamaa Hopeakentässä esiin työntyvä, kultakyntinen, musta karhun kämmen, joka pitääpunaista nuijaa. (d'argento, alla branca destra d'orso di nero, unghiata d'oro, uscente dal fianco sinistro dello scudo e tenente una clava di rosso) |
|        | Parikkala (fino al 2004) Mustassa kentässä uiva punavaruksinen hopeasiika, saatteena kolme hopeista pykäläristiä, kaksi siian ylä- ja yksi alapuolella. (di nero, al pesce bianco d'argento, alettato e caudato di rosso, accompagnato da tre crocette a otto punte d'argento) |
|        | Saari Sinisessä kentässä hopeinen varreton puulapio kärki alaspäin. Saatteena lakioittain kolme hopeista apilanlehteä. (d'azzurro, alla lama di pala di legno, senza punta, d'argento rivolta verso il basso, accompagnata da tre trifogli dello stesso ordinati in fascia nel capo) |
|        | Simpele Punaisessa kentässä yläreunaltaan sakarakoroinen kaarihirsi, saatteena kolme apilaa, kaksi kaarihirren ylä- ja yksi alapuolella; kaikki hopeaa (di rosso, alla fascia convessa d'argento, merlata superiormente di quattro pezzi, accompagnata da tre trifogli dello stesso, due in capo e uno in punta)                                                                                                  |
|        | Uukuniemi Punaisessa kentässä hopeinen vasensäde. (di rosso, alla pila rovesciata d'argento posta in sbarra) |